# François Bernard (musicien)
Pour les articles homonymes, voir Bernard et François Bernard (homonymie).
François Bernard, né à Sainte-Justine (Québec), est un auteur-compositeur-interprète et musicien québécois.

## Biographie
Membre de la Société canadienne des auteurs, compositeurs et éditeurs de musique (SOCAN), François Bernard compte plus de 100 compositions à son actif. Son titre Mon p'tit gars, réalisé par René Angélil, a atteint la première position du palmarès en 1973, date de sa sortie, soulignant l'impact de son travail dans le paysage musical québécois. Pianiste, organiste et guitariste.
Ses compositions ont été interprétées par de nombreux artistes comme Ginette Reno, Michel Louvain, Anne Renée, Fernand Gignac, Véronique Béliveau, René Simard, Georges Guétary, et Lady Alys Robi. Il est également l'auteur et compositeur de plusieurs chansons-thèmes, dont celle du Jardin des étoiles animée par Michel Girouard, ainsi que de la chanson-thème pour le centenaire des Chevaliers de Colomb : Notre chanson d'amour.

## Discographie[5]

### 45 tours
- 1971 - Je ne peux pas vivre sans toi/Je pars avec toi
- 1972 - Petite Fille/Indécis
- 1972 - On trouve l'amour/Pedro Gomez, interprétée par Anne Renée
- 1973 - Mon p'tit gars - Je me sens libre
- 1975 - Le Cocu/Instrumental
- 1976 - Je ne comprendrai jamais pourquoi/Faire l'amour au bord de la mer
- 1977 - La Vie, interprétée par Ginette Reno
- 1977 - Ma chanson c’est toi, interprétée par Ginette Reno
- 1977 - Une mère (c'est l'amour), interprétée par Fernand Gignac
- 1979 - Je voudrais réépouser ma femme/Si un jour

### 33 tours
- 1973 - Mon p'tit gars - Je me sens libre
- 1979 - François Bernard chante François Bernard
- 1981 - On ne dit jamais toujours en amour
- 1983 - Tu ne vielleras jamais/Do your best

### CD
- 2000 - Avec le cœur
- 2001 - Mon p'tit gars
- 2003 - Avec Amour
- 2005 - La Vie, album country
- 2010 - L'Automne de ma vie
- 2015 - Merci...
- 2022 - Merci la vie